# Pattendorf (Adlkofen)
Pattendorf ist ein Dorf und Gemeindeteil der Gemeinde Adlkofen im niederbayerischen Landkreis Landshut.

## Lage
Pattendorf liegt etwa siebeneinhalb Kilometer östlich von Adlkofen im Isar-Inn-Hügelland.

## Geschichte
Pattendorf war seit der Gemeindebildung 1818 ein Teil der Gemeinde Dietelskirchen und wurde mit dieser am 1. April 1971 nach Kröning eingemeindet. Zum Abschluss der Gebietsreform in Bayern am 1. Mai 1978 wurde Pattendorf mit mindestens 22 weiteren Ortsteilen der früheren Gemeinde Dietelskirchen nach Adlkofen umgegliedert.

## Wirtschaft
Am Ort besteht eine Metzgerei. Es gibt einen Friseur. Außerdem gibt es einen Tierarzt.
Die Bodenrichtwerte 2011/2012 in Pattendorf sind wie folgt:
- baureifes Land / unbeplanter Innenbereich: € 50,--
- Ackerland: € 6,--

### Land- und Forstwirtschaft
Pattendorf ist ein durch Landwirtschaft geprägter Ort.

### Abwasserentsorgung
Im Pattendorf (Ausbaugröße in Einwohnern: 120) wird eine kommunale Kläranlage betrieben. 2006 wurde beschlossen, den Ortsteil Ried an die Kläranlage in Pattendorf anzuschließen. Damit entfällt im Ortsteil Ried die Errichtung von Kleinkläranlagen. Der Kläranlage Pattendorf wurde durch das Landratsamt im August 2014 eine beschränkte wasserrechtliche Erlaubnis zum Einleiten von gereinigtem Abwasser sowie zum Einleiten von Mischwasser aus dem Mischwasserentlastungsbauwerk gültig bis zum 31. Dezember 2015 erteilt, um eine Sanierung derselben zu ermöglichen.

### Verkehr
Die Kreisstraße Kreisstraße LA 3 startet an der Staatsstraße 2045 bei Jenkofen und durchzieht das Gemeindegebiet von Westen aus in südöstlicher Richtung bis nach Pattendorf und führt anschließend weiter zur Gemeinde Gerzen.

### Gasthäuser
Es gibt ein Gasthaus in Pattendorf.

## Sport und Gemeinschaft

### Sport
In regelmäßigem Abstand tragen die Ortsvereine von Göttlkofen, Pattendorf und Reichlkofen ein Eishockeyturnier aus, welches mit einem Wanderpokal dotiert ist, aus.

### Regelmäßige Veranstaltungen
Mai: Zum 1. Mai eines Jahres wird in Pattendorf der Maibaum aufgestellt.

### Vereine
Edelweißschützen Pattendorf/Göttlkofen

Gründung:18. Dezember 1960

Mitglieder: ?

Zweck: Der Schützenverein übt das Sportschießen aus und widmet sich der Pflege des Dorflebens und der Dorfgemeinschaft.

Sonstiges: 1966 fand die Fahnenweihe statt.
Quadfreunde Pattendorf